# Bash at the Beach
Bash at the Beach era un evento annuale di wrestling pay-per-view presentato dalla World Championship Wrestling. Si è svolto nel mese di luglio dal 1994 al 2000. La scenografia dell'evento era quella di una spiaggia, con il set intorno all'area di entrata dei wrestler decorato con sabbia e tavole da surf. Il tema della spiaggia era inoltre appropriato ai luoghi in cui avveniva l'evento, come città della Florida (1994, 1996, 1997, 1999, 2000) o della California (1995 e 1998, quest'ultima presso la Cox Arena at Aztec Bowl di San Diego), note per il loro clima caldo.
Questo evento era la risposta della WCW a SummerSlam, evento della concorrente World Wrestling Federation. Nel 1992 e nel 1993 la WCW tenne un evento in pay-per-view con un tema estivo chiamato Beach Blast, che fu il precursore di Bash at the Beach. Comunque, lo show del 1992 fu tenuto in giugno, poiché la compagnia decise di riservare luglio per The Great American Bash, l'evento estivo principale della WCW.
Bash at the Beach era uno degli eventi più importanti della WCW, insieme a StarrCade, SuperBrawl, Uncensored, Halloween Havoc ed al già citato The Great American Bash.
Nel corso della prima edizione di Bash at the Beach (1994) Hulk Hogan disputò il suo primo match nella WCW; nell'ultima edizione (2000) Hogan combatté il suo ultimo match per la federazione. In entrambi i casi, Hogan conquistò il WCW World Heavyweight Championship.
Cody Rhodes, vice presidente esecutivo della All Elite Wrestling, acquisì i diritti del marchio nel 2019 per utilizzarlo nella compagnia. La prima edizione di AEW Bash at the Beach si svolse in due date, il 15 e il 22 gennaio 2020.

## Edizioni
| N. | Evento                   | Data           | Città                         | Arena                      | Main Event |
| -- | ------------------------ | -------------- | ----------------------------- | -------------------------- | --- |
| 1  | Bash at the Beach (1994) | 17 luglio 1994 | Orlando, Florida              | Orlando Arena              | Ric Flair (c) vs. Hulk Hogan per il WCW World Heavyweight Championship                                                                                 |
| 2  | Bash at the Beach (1995) | 16 luglio 1995 | Huntington Beach, Stati Uniti | Spiaggia                   | Hulk Hogan (c) vs. Big Van Vader in uno Steel cage match per il WCW World Heavyweight Championship                                                     |
| 3  | Bash at the Beach (1996) | 7 luglio 1996  | Daytona Beach, Stati Uniti    | Ocean Center               | Hulk Hogan e The Outsiders (Kevin Nash e Scott Hall) vs. Randy Savage, Sting e Lex Luger in un Six-man tag team match                                  |
| 4  | Bash at the Beach (1997) | 13 luglio 1997 | Daytona Beach, Stati Uniti    | Ocean Center               | Lex Luger e The Giant vs. Dennis Rodman e Hollywood Hogan                                                                                              |
| 5  | Bash at the Beach (1998) | 12 luglio 1998 | San Diego, Stati Uniti        | Cox Arena                  | Dennis Rodman e Hollywood Hogan vs. Diamond Dallas Page e Karl Malone                                                                                  |
| 6  | Bash at the Beach (1999) | 11 luglio 1999 | Fort Lauderdale, Stati Uniti  | National Car Rental Center | Kevin Nash (c) e Sting vs. Randy Savage e Sid Vicious per il WCW World Heavyweight Championship                                                        |
| 7  | Bash at the Beach (2000) | 9 luglio 2000  | Daytona Beach, Stati Uniti    | Ocean Center               | Jeff Jarrett (c) vs. Hollywood Hogan per il WCW World Heavyweight Championship Jeff Jarrett (c) vs. Booker T per il WCW World Heavyweight Championship |

### 1994
Bash at the Beach 1994 si svolse il 17 luglio 1994 presso l'Orlando Arena di Orlando, Florida, Stati Uniti.
Nel main event della serata, Hulk Hogan fece il suo debutto sul ring WCW, e conquistò il titolo WCW World Heavyweight Championship sconfiggendo Ric Flair. Sensuous Sherri tentò di interferire in favore di Flair, ma venne fermata da Mr. T. Al termine del match, Hogan celebrò la vittoria insieme a Mr. T, Jimmy Hart e Shaquille O'Neal.
| N.         | Match                                                                                         | Stipulazione                                                   | Durata |
| ---------- | --------------------------------------------------------------------------------------------- | -------------------------------------------------------------- | ------ |
| Dark match | Brian Armstrong e Brad Armstrong hanno sconfitto "Bad Attitude" Steve Keirn e Bobby Eaton     | Tag team match                                                 | N/A    |
| 1          | Lord Steven Regal (c) ha sconfitto Johnny B. Badd                                             | Single match per il WCW World Television Championship          | 10:40  |
| 2          | Big Van Vader (con Harley Race) ha sconfitto The Guardian Angel per squalifica                | Single match                                                   | 07:58  |
| 3          | Terry Funk e Bunkhouse Buck hanno sconfitto Dustin Rhodes e Arn Anderson                      | Tag team match                                                 | 11:15  |
| 4          | Steve Austin (c) ha sconfitto Ricky Steamboat                                                 | Single match per il WCW United States Heavyweight Championship | 20:06  |
| 5          | Pretty Wonderful (Paul Roma e Paul Orndorff) hanno sconfitto Cactus Jack e Kevin Sullivan (c) | Tag team match per i WCW World Tag Team Championship           | 20:11  |
| 6          | Hulk Hogan (con Mr. T e Jimmy Hart) ha sconfitto Ric Flair (c) (con Sensuous Sherri)          | Single match per il WCW World Heavyweight Championship         | 21:50  |

### 1995
Bash at the Beach 1995 si svolse il 16 luglio 1995 presso la spiaggia di Huntington Beach, Stati Uniti.
L'evento si svolse all'aperto sull'assolata spiaggia di Huntington Beach, California. Per promuovere lo show, Hulk Hogan, Randy Savage, Ric Flair, Big Van Vader e Kevin Sullivan apparvero tutti in una puntata di Baywatch, appositamente intitolata Bash at the Beach (stagione 6, episodio 15).
| N.       | Match | Stipulazione                                                   | Durata |
| -------- | --- | -------------------------------------------------------------- | ------ |
| Pre-show | Sgt. Craig Pittman ha sconfitto Chris Kanyon | Single match                                                   | 02:03  |
| Pre-show | Road Warrior Hawk ha sconfitto Mark Starr | Single match                                                   | 01:25  |
| Pre-show | Dick Slater e Bunkhouse Buck hanno sconfitto Marcus Bagwell e Alex Wright                                                                                    | Tag team match                                                 | 03:25  |
| 1        | Sting (c) ha sconfitto Meng | Single match per il WCW United States Heavyweight Championship | 15:31  |
| 2        | The Renegade (c) ha sconfitto Paul Orndorff | Single match per il WCW World Television Championship          | 06:12  |
| 3        | Kamala ha sconfitto Jim Duggan | Single match                                                   | 06:00  |
| 4        | Diamond Dallas Page (con The Diamond Doll e Max Muscle) ha sconfitto Dave Sullivan                                                                           | Single match                                                   | 05:04  |
| 5        | Harlem Heat (Booker T e Stevie Ray) (c) hanno sconfitto The Nasty Boys (Brian Knobbs e Jerry Sags) e The Blue Bloods (Lord Steven Regal e Earl Robert Eaton) | Triangle match per i WCW World Tag Team Championship           | 13:41  |
| 6        | Randy Savage ha sconfitto Ric Flair | "Lifeguard" match                                              | 13:55  |
| 7        | Hulk Hogan (c) ha sconfitto Big Van Vader | Steel cage match per il WCW World Heavyweight Championship     | 13:23  |

### 1996
Bash at the Beach 1996 si svolse il 7 luglio 1996	presso l'Ocean Center di Daytona Beach, Florida, Stati Uniti.
Questa edizione rimase negli annali del wrestling per lo storico turn heel di Hulk Hogan e la nascita del New World Order, che contribuì enormemente al successo della WCW nella seconda metà degli anni novanta.
| N.         | Match | Stipulazione                                                   | Durata |
| ---------- | --- | -------------------------------------------------------------- | ------ |
| Dark match | Jim Powers ha sconfitto Hugh Morrus | Single match                                                   | 04:23  |
| Pre-show   | The Steiner Brothers (Rick Steiner e Scott Steiner) hanno sconfitto Harlem Heat (Booker T e Stevie Ray) (c) (con Col. Robert Parker) per squalifica | Tag team match per i WCW World Tag Team Championship           | 05:01  |
| Pre-show   | Bobby Walker ha sconfitto Billy Kidman | Single match                                                   | 02:00  |
| Pre-show   | The Rock 'n' Roll Express (Ricky Morton e Robert Gibson) hanno sconfitto Fire and Ice (Scott Norton e Ice Train)                                    | Tag team match                                                 | 02:08  |
| Pre-show   | Eddie Guerrero ha sconfitto Lord Steven Regal | Single match                                                   | 03:38  |
| 1          | Rey Misterio Jr. ha sconfitto Psychosis | Single match                                                   | 15:18  |
| 2          | John Tenta ha sconfitto Big Bubba (con Jimmy Hart)                                                                                                  | Carson City Silver Dollar match                                | 09:14  |
| 3          | Diamond Dallas Page ha sconfitto Jim Duggan | Taped Fist match                                               | 05:39  |
| 4          | The Nasty Boys (Brian Knobbs e Jerry Sags) hanno sconfitto Public Enemy (Rocco Rock e Johnny Grunge)                                                | Double Dog Collar match                                        | 11:25  |
| 5          | Dean Malenko (c) ha sconfitto Disco Inferno | Single match per il WCW Cruiserweight Championship             | 12:04  |
| 6          | Steve McMichael (con Queen Debra) ha sconfitto Joe Gomez                                                                                            | Single match                                                   | 06:44  |
| 7          | Ric Flair (con Miss Elizabeth e Woman) ha sconfitto Konnan (c)                                                                                      | Single match per il WCW United States Heavyweight Championship | 15:39  |
| 8          | The Giant e The Taskmaster hanno sconfitto Arn Anderson e Chris Benoit                                                                              | Tag team match                                                 | 07:59  |
| 9          | The Outsiders (Kevin Nash e Scott Hall) e Hulk Hogan vs. Randy Savage, Sting e Lex Luger termina in un no contest                                   | Six-man tag team match                                         | 16:55  |

### 1997
Bash at the Beach 1997 si svolse il 13 luglio 1997 presso l'Ocean Center di Daytona Beach, Florida, Stati Uniti.
| N. | Match | Stipulazione                                                                               | Durata |
| -- | --- | ------------------------------------------------------------------------------------------ | ------ |
| 1  | Mortis e Wrath (James Vandenberg) hanno sconfitto Glacier e Ernest Miller                                            | Tag team match                                                                             | 09:47  |
| 2  | Chris Jericho (c) ha sconfitto Ultimate Dragon                                                                       | Single match per il WCW Cruiserweight Championship                                         | 12:55  |
| 3  | The Steiner Brothers (Rick e Scott Steiner) hanno sconfitto The Great Muta e Masahiro Chono                          | Tag team match per determinare i contendente numeri uno ai WCW World Tag Team Championship | 10:37  |
| 4  | Juventud Guerrera, Héctor Garza e Lizmark, Jr. hanno sconfitto La Parka, Psychosis e Villano IV                      | Six-man tag team match                                                                     | 10:08  |
| 5  | Chris Benoit ha sconfitto The Taskmaster (con Jacqueline)                                                            | Retirement match                                                                           | 13:10  |
| 6  | Jeff Jarrett (c) ha sconfitto Steve McMichael (con Queen Debra McMichael)                                            | Single match per il WCW United States Heavyweight Championship                             | 06:56  |
| 7  | Scott Hall e Randy Savage (con Miss Elizabeth) hanno sconfitto Diamond Dallas Page e Curt Hennig (con Kimberly Page) | Tag team match                                                                             | 09:35  |
| 8  | Roddy Piper ha sconfitto Ric Flair                                                                                   | Single match                                                                               | 13:26  |
| 9  | Lex Luger e The Giant hanno sconfitto Hollywood Hogan e Dennis Rodman (con Randy Savage)                             | Tag team match                                                                             | 22:30  |

### 1998
Bash at the Beach 1998 si svolse il 12 luglio 1998 presso la Cox Arena di San Diego, California, Stati Uniti
| N.         | Match | Stipulazione                                           | Durata |
| ---------- | --- | ------------------------------------------------------ | ------ |
| Dark match | Villano IV & Villano V sconfiggono Damien & Ciclope | Tag team match                                         | 07:51  |
| 1          | Raven (con Riggs & Lodi) sconfigge Saturn | Raven's Rules Match                                    | 10:40  |
| 2          | Juventud Guerrera sconfigge Kidman | Single match                                           | 09:55  |
| 3          | Stevie Ray sconfigge Chavo Guerrero Jr. | Single match                                           | 01:35  |
| 4          | Eddie Guerrero sconfigge Chavo Guerrero Jr. (Al termine del match, Chavo si rasa a zero da solo) | Hair vs Hair Match                                     | 11:54  |
| 5          | Konnan (con Lex Luger & Kevin Nash) sconfigge Disco Inferno (con Alex Wright) | Single match                                           | 02:16  |
| 6          | The Giant sconfigge Kevin Greene | Single match                                           | 06:58  |
| 7          | Rey Mysterio sconfigge Chris Jericho (Mysterio schienò Jericho, ma il titolo venne restituito a Jericho la sera successiva a WCW Monday Nitro, a causa delle interferenze nel match da parte di Dean Malenko) | Single match per il WCW Cruiserweight Championship     | 06:00  |
| 8          | Booker T sconfigge Bret Hart (Hart viene squalificato dopo aver colpito Booker con una sedia d'acciaio) | Single match per il WCW World Television Championship  | 08:28  |
| 9          | Goldberg sconfigge Curt Hennig | Single match per il WCW World Heavyweight Championship | 03:50  |
| 10         | Hollywood Hogan & Dennis Rodman (con The Disciple) sconfiggono Diamond Dallas Page & Karl Malone | Tag team match                                         | 23:47  |

### 1999
Bash at the Beach 1999 si svolse l'11 luglio 1999 presso il National Car Rental Center di Fort Lauderdale, Florida, Stati Uniti
| N.         | Match | Stipulazione                                                   | Durata |
| ---------- | --- | -------------------------------------------------------------- | ------ |
| Dark match | CJ Afi & Jeremy Lopez sconfiggono Jamie Howard & Jet Jaguar | Tag team match                                                 | n.d.   |
| 1          | Ernest Miller (con Sonny Onoo) sconfigge Disco Inferno | Single match                                                   | 08:07  |
| 2          | Rick Steiner sconfigge Van Hammer | Single match per il WCW World Television Championship          | 03:05  |
| 3          | David Flair (con Ric Flair, Samantha, Double D, & Arn Anderson) sconfigge Dean Malenko (David schiena Malenko dopo che Ric colpì Malenko con la cintura di campione US) | Single match per il WCW United States Heavyweight Championship | 03:05  |
| 4          | I No Limit Soldiers (Konnan, Rey Mysterio Jr., Swoll, & Brad Armstrong) sconfiggono The West Texas Rednecks (Curt Hennig, Bobby Duncum Jr., Barry Windham, & Kendall Windham) | Elimination Match                                              | 15:35  |
| 5          | Fit Finlay sconfigge Ciclope, Jerry Flynn, Johnny Grunge, Hak, Horace Hogan, Brian Knobbs, Hugh Morrus, La Parka, Lord Steven Regal, Rocco Rock, Silver King, Squire David Taylor, & Mikey Whipwreck                                                                                     | Junkyard Invitational Match                                    | 13:51  |
| 6          | I Jersey Triad (Diamond Dallas Page, Chris Kanyon, & Bam Bam Bigelow) sconfiggono Perry Saturn & Chris Benoit | Tag team match per il WCW World Tag Team Championship          | 23:16  |
| 7          | Buff Bagwell (con Judy Bagwell) sconfigge Roddy Piper (con Ric Flair) (con arbitro speciale Mills Lane) in un match di pugilato (3º round 0:36) | Single boxe match                                              | 06:36  |
| 8          | Randy Savage & Sid Vicious (con Madusa, Miss Madness, & Gorgeous George) sconfiggono Kevin Nash & Sting (La particolare stipulazione del match prevedeva che chiunque avesse effettuato lo schienamento vincente avrebbe conquistato il titolo; Savage schienò Nash vincendo la cintura) | Tag team match per il WCW World Heavyweight Championship       | 13:20  |

### 2000
Bash at the Beach 2000 si svolse il 9 luglio 2000 presso l'Ocean Center di Daytona Beach, Florida, Stati Uniti.
Questa edizione è rimasta famosa negli annali per il famigerato e controverso incidente che coinvolse Vince Russo e Hulk Hogan: questi avrebbe dovuto perdere un match contro il campione in carica Jeff Jarrett al pay-per-view, ma Hulk si rifiutò (invocando la clausola del suo contratto che gli garantiva il pieno controllo creativo delle storyline che lo riguardavano) poiché non era convinto di come Russo stesse gestendo il suo personaggio e dei progetti in serbo per lui dopo la sconfitta.
| N. | Match | Stipulazione                                                   | Durata |
| -- | --- | -------------------------------------------------------------- | ------ |
| 1  | Lt. Loco (c) sconfigge Juventud Guerrera | Single match per il WCW Cruiserweight Championship             | 12:09  |
| 2  | Big Vito (c) sconfigge Norman Smiley & Ralphus (Vito schiena Ralphus dove averlo gettato attraverso un tavolo di legno) | Handicap Match per il WCW Hardcore Championship                | 05:55  |
| 3  | Daffney (con Crowbar) sconfigge Ms. Hancock (con David Flair) | Wedding Gown Match                                             | 04:16  |
| 4  | I KroniK (Brian Adams & Bryan Clark) sconfiggono The Perfect Event (c) (Shawn Stasiak & Chuck Palumbo) | Tag Team match per il WCW World Tag Team Championship          | 13:36  |
| 5  | Kanyon sconfigge Booker T (Kanyon schienò Booker dopo un'interferenza da parte di Jeff Jarrett) | Single match                                                   | 10:05  |
| 6  | Mike Awesome sconfigge Scott Steiner (c) (con Midajah) per squalifica (Il WCW Commissioner Ernest Miller tolse d'ufficio la cintura a Steiner dopo il match) | Single match per il WCW United States Heavyweight Championship | 09:11  |
| 7  | Vampiro sconfigge The Demon | Graveyard Match                                                | 06:40  |
| 8  | Shane Douglas sconfigge Buff Bagwell (Durante il match, Torrie Wilson salì sul ring, e colpì Bagwell con un calcio nei testicoli) | Single match                                                   | 07:54  |
| 9  | Hollywood Hogan sconfigge Jeff Jarrett (c) (Hogan sconfisse Jarrett senza combattere poiché Vince Russo aveva detto a Jarrett di stendersi sul ring e di lasciarsi schienare da Hogan. Dopo il match, Russo licenziò pubblicamente Hogan e dichiarò che Jarrett era ancora il campione legittimo, ma Hollywood Hogan se ne andò portandosi via la cintura WCW) | Single match per il WCW World Heavyweight Championship         | 01:20  |
| 10 | Goldberg sconfigge Kevin Nash (Il contratto di Scott Hall era in palio nel match, Goldberg lo strappò dopo la vittoria) | Single match                                                   | 05:28  |
| 11 | Booker T sconfigge Jeff Jarrett vincendo il titolo WCW World Heavyweight Championship in un match improvvisato (Dato che Hogan aveva portato via la cintura con lui, Russo fu costretto a creare una nuova cintura di campione WCW World Heavyweight) | Single match per il WCW World Heavyweight Championship         | 13:40  |